# ريتشارد مونش
ريتشارد مونش (بالألمانية: Richard Münch)‏ (و. 1916 – 1987 م) هو مؤدي أصوات، وممثل مسرحي، وممثل أفلام ألماني، ولد في غيسن، توفي في مالقة، عن عمر يناهز 71 عاماً، بسبب نوبة قلبية.

## جوائز
حصل على جوائز منها:

جائزة الفيلم الألماني ‏

## وصلات خارجية
- ريتشارد مونش على موقع IMDb (الإنجليزية)
- ريتشارد مونش على موقع ألو سيني (الفرنسية)
- ريتشارد مونش على موقع ميوزك برينز (الإنجليزية)
- ريتشارد مونش على موقع أول موفي (الإنجليزية)
- ريتشارد مونش على موقع قاعدة بيانات الأفلام السويدية (السويدية)
- ريتشارد مونش على موقع ديسكوغز (الإنجليزية)
- ريتشارد مونش على موقع قاعدة بيانات الفيلم (الإنجليزية)
- ريتشارد مونش على موقع كينوبويسك (الروسية)